# Albophoma
Albophoma är ett släkte av svampar. Albophoma ingår i divisionen sporsäcksvampar och riket svampar.